# Heliophanus erythropleurus
Heliophanus erythropleurus är en spindelart som beskrevs av Kulczynski 1901. Heliophanus erythropleurus ingår i släktet Heliophanus och familjen hoppspindlar. Inga underarter finns listade i Catalogue of Life.